# Ватикан і євро
Місто-держава Ватикан прийняло євро як офіційну валюту 1 січня 1999 року разом з Італійською Республікою та десятьма іншими державами-членами. Країна входить до єврозони хоч не є членом Європейського Союзу, але може карбувати свої монети відповідно до старих угод з Італією та рішення Ради Європейського Союзу та валютної угоди між Італією (від імені Європейське співтовариство) і Ватикан, які набули чинности 1 січня 2002 року.

## Історія

### Передумови
Згідно з Латеранськими пактами з Італією, ватиканська ліра була офіційною валютою держави Ватикан 11 лютого 1929 року до введення євро; тоді вона була частиною італійської ліри, і обидві валюти використовувалися на обох територіях (це також стосувалося ліри Сан-Марино).

### Вступ до єврозони
З 1997 року американський кардинал Едмунд Казимир Шока підняв питання про можливість заміни ватиканської ліри на євро  . У 2001 році Європа визнала, що Ватикан планує карбувати євро із зображенням Папи Римського, незважаючи на небажання світських європейських країн  .
Ватикан вступає до єврозони11 січня 2002 року відповідно до угод, підписаних з Італією. Його перші фрагменти містять зображення Івана Павла ІІ. За один рік вартість першої проданої коробки ватиканських монет євро зросла на 68. У 2002 році було виставлено на продаж 65 000 коробок (вартість 30 євро за коробку) і 9 000 коробок «Belle Épreuve». Перший розіграш становить лише 287 120 євро з 670 000 євро, які Ватикан має право брати щорічно. Після смерті Івана Павла II у 2005 році Ватикан за два місяці представив 16 нових облич.
У 2009 році Європейська комісія попросила Ватикан випустити в обіг не менше 51% викарбуваних євро, щоб уникнути спекуляцій колекціонерів. Ватикан є єдиною європейською державою, яка систематично випускає нові монети в ящиках і за ціною, що перевищує номінал. Щоб впоратися з цим, комісія домовилася з Ватиканом про кілька умов: принаймні половина випущених монет має бути продана за їх номінальною вартістю, кожен колишній глава держави може бути предметом лише однієї монети, а не цілої коробки, а монети з зображенням глав статусу можна оновлювати кожні 15 років і не частіше. У 2010 році Ватикан нарешті ввів в обіг євро. Однак це стосується лише монет номіналом 50 центів, і їх розповсюдження дуже обмежене. На цих монетах є напис Città del Vaticano 2010. Папа Бенедикт XVI зображений на монетах євро Ватикану з 2006 по 2013 роки.
У 2017 році Ватикан припинив штампувати обличчя Папи Франциска на своїх монетах євро на вимогу останнього. У грудні 2018 року Ватикан приєднується до єдиної платіжної зони в євро (Sepa), що свідчить про покращення фінансової прозорості мікродержави.

## Грошова угода
З переходом Італії на євро угоди Італії та Ватикану були адаптовані та оновлені; Ватикан може випускати лише обмежену кількість монет із національною стороною, але не банкноти (чиї сторони з’єднані). На практиці їх карбує Istituto Poligrafico e Zecca dello Stato (IPZS) у Римі.
На підставі декларації n6 щодо валютних відносин з Республікою Сан-Марино, містом Ватикан і Князівством Монако, доданим до Маастрихтського заключного акту, Рада Європейського Союзу 31 грудня 1998 року прийняла три рішення щодо позиції, яку має зайняти Співтовариство щодо угоди про валютні відносини з цими трьома державами.